# Kees Sims
Kees Edward Smids Sims (* 27. März 2003 in Bracknell, Vereinigtes Königreich) ist ein neuseeländisch-niederländischer Fußballtorhüter.

## Karriere

### Verein
Aus der Jugend von Team Wellington kommend, wechselte er im Sommer 2020 in die Reservemannschaft von Wellington Phoenix. Im März 2021 verließ er diese und schloss sich der Mannschaft des Western Suburbs FC an, mit welcher er die Saison 2021 bestritt. Zum Jahresstart 2022 verließ er sein Heimatland und schloss sich dem schwedischen Drittligisten Ljungskile SK an. Nach einem ersten Einsatz Mitte April agierte er ab Juli 2022 als Stammtorhüter der Mannschaft. Zum Start der Saison 2024 ging es für ihn in die erstklassige Allsvenskan, wo er seitdem hin und wieder für den GAIS zum Einsatz kommt.

### Nationalmannschaft
Mit der neuseeländischen U19/U20 nahm er an der Weltmeisterschaft 2023 teil, wo er als Stammtorhüter für sein Team fungierte. Im März 2023 hatte er bei einer Freundschaftspartie auch sein Debüt für die U23-Mannschaft. Als Teil dieser wurde er auch für den Olympiakader bei den Spielen 2024 in Paris nominiert, dort saß er bei den drei Partien als Vertretung von Alex Paulsen nur auf der Bank.